# Perognathus flavescens
Perognathus flavescens е вид бозайник от семейство Торбести скокливци (Heteromyidae).

## Разпространение
Видът е разпространен в Мексико (Чиуауа) и САЩ (Айова, Аризона, Канзас, Колорадо, Минесота, Мисури, Небраска, Ню Мексико, Оклахома, Северна Дакота, Тексас, Уайоминг, Южна Дакота и Юта).